# كليمنت ميشلان
كليمنت ميشلان (بالفرنسية: Clément Michelin)‏ هو لاعب كرة قدم فرنسي في مركز الدفاع، ولد في 11 مايو 1997 في مونتوبان في فرنسا. لعب مع نادي تولوز.

## وصلات خارجية
- كليمنت ميشلان على موقع رابطة كرة القدم الفرنسية للمحترفين (الإنجليزية)
- كليمنت ميشلان على موقع قاعدة بيانات كرة القدم.إي يو (الإنجليزية)
- كليمنت ميشلان على موقع ليكيب (الفرنسية)
- كليمنت ميشلان على موقع Soccerway.com (الإنجليزية)
- كليمنت ميشلان على موقع أوليمبيديا (الإنجليزية)
- كليمنت ميشلان على موقع AS.com (الإسبانية)